# René Richard (homme politique)
Pour les articles homonymes, voir René Richard et Richard.
 (juin 2023).
René Richard est un homme politique français, né le 3 mars 1894 à Saint-Coutant (Deux-Sèvres) et décédé le 3 avril 1951 à Niort (Deux-Sèvres)
Avocat à Poitiers, puis à Niort, il devient en 1923 conseiller d'arrondissement et maire de Prailles. Il devient par la suite conseiller municipal de Niort et conseiller général du Canton de Prahecq. 
Député radical des Deux-Sèvres de 1924 à 1940, il est actif au cours de son dernier mandat, comme rapporteur sur de nombreux textes. Il est à l'origine de la loi du 20 mars 1939 sur la mention des divorces sur les actes de naissance des personnes concernées.
Le 10 juillet 1940, il ne prend pas part au vote des pleins pouvoirs au maréchal Pétain.

## Sources
- « René Richard (homme politique) », dans le Dictionnaire des parlementaires français (1889-1940), sous la direction de Jean Jolly, PUF, 1960 [détail de l’édition]